# Соломин, Георгий Константинович
Гео́ргий / Егор Константи́нович Соло́мин (1865 — ок. 1941) — русский педагог и искусствовед; преподаватель методики технического труда в школах.

## Биография
Родился 1 апреля 1865 года  в селе Кутьма Болховского уезда Орловской губернии. Отец — причетник Константин Соломин, мать — Анна Ивановна.
Окончил курс второго Орловского духовного училища, затем с 1880 по 1886 год учился в Орловской духовной семинарии, после чего в течение 12 лет состоял учителем в начальных школах Орловской губернии.  Изучал «ручной труд» в Швеции, в учительской семинарии Отто Саломона в его имении в Нээсе (Nääs), неподалёку от Гётеборга, где ежегодно организовывалось по четыре курса, два зимних и два летних. Каждый курс продолжался шесть недель. Здесь побывали учителя и учительницы из 32 государств пяти частей света. Курсанты, мужчины и женщины, ежедневно работали в мастерских по 7 часов и по ½ часа посвящали на гимнастику. В течение недели полагалось ещё по нескольку лекций, а также «дискуссии» — обсуждение разных педагогических вопросов. Лекции читал сам директор на трёх языках для разных групп иностранцев и для шведов. Обучение в семинарии было бесплатным, студенты платили только за стол и квартиру.
Учился также в Лейпцигской семинарии ручного труда. В России он преподавал в Тенишевском училище и, одновременно, в восьмиклассном коммерческом училище в Лесном и в Лиговских вечерних классах для рабочих в Петербурге. В 1907 году, в сорокадвухлетнем возрасте, Соломин поступил вольнослушателем на историческое отделение историко-филологического факультета Императорского Санкт-Петербургского университета, регулярно записывался на лекции и сдавал экзамены. В 1912 году получил диплом об окончании университета.
Был казначеем Совета Всероссийского педагогического общества взаимной помощи.
В 1919—1940 годах был преподавателем ручного труда в школах и детских домах Петрограда-Ленинграда.
Г. К. Соломин — друг семьи известного российского востоковеда А. Н. Болдырева (в мемуарах дядя Жорж).
Вероятно, умер в блокаду; его архив по вымороку поступил в Отдел рукописей РНБ (Ф. 725, 39 ед. хр.) в 1943 году после смерти вдовы (он был женат на финляндской шведке Мали Соломиной-Крогиус).